# Кашко, Виктор Эдвардович
Ви́ктор Э́двардович Кашко́ (бел. Віктар Эдвардавіч Кашко; род. 16 марта 1970, Лида, Гродненская область, Белорусская ССР, СССР) — советский и белорусский футболист, нападающий.

## Карьера
Воспитанник ДЮСШ города Лида Гродненской области Белорусской ССР. В первенстве СССР за местный «Обувщик» выступал в 1987, 1988 и 1990 годах. Также защищал цвета смоленской «Искры» и гродненского «Химика». В 1993 году уехал в Якутию, где подписал контракт с алданским «Металлургом». В 1994 году вернулся в Беларусь в «Обувщик», с которым стал победителем Первой лиги. В Высшей лиге дебютировал 13 июля в матче против «Молодечно» (0:0). Затем перешёл в КПФ, после чего вновь перебрался в Якутию, на этот раз в местное «Динамо». В 1996 году защищал цвета красноярского «Металлурга». В 1997 году завершил карьеру во владивостокском «Луче», за который провёл 2 матча в Первой лиге против «Кубани» (1:1) и «Дружбы» (0:1).

## Достижения
- Победитель Первой лиги Беларуси: 1993/94